# المرأة الصينية في الفضاء

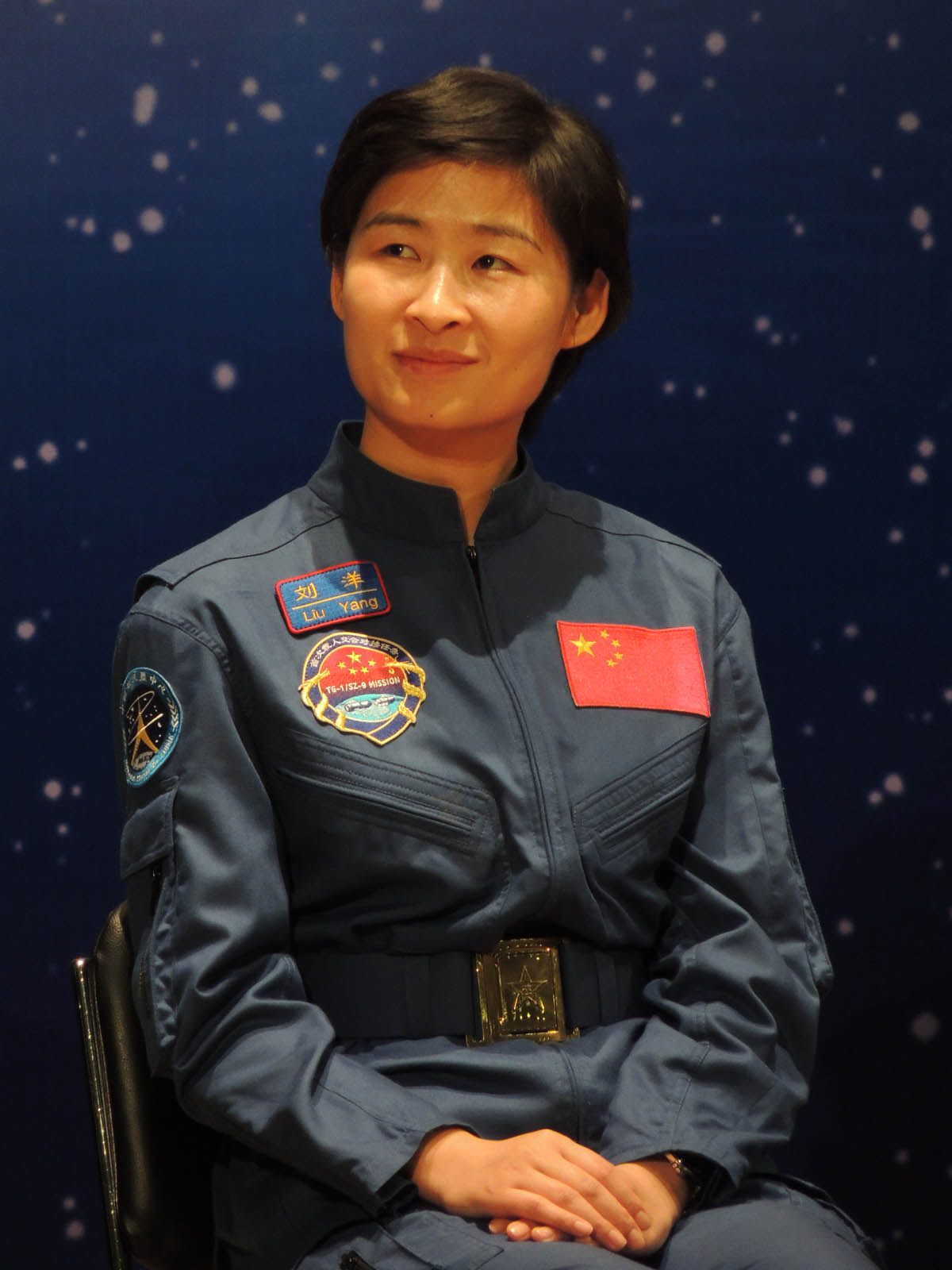
ليو يانغ أول إمراة صينية تذهب للفضاء

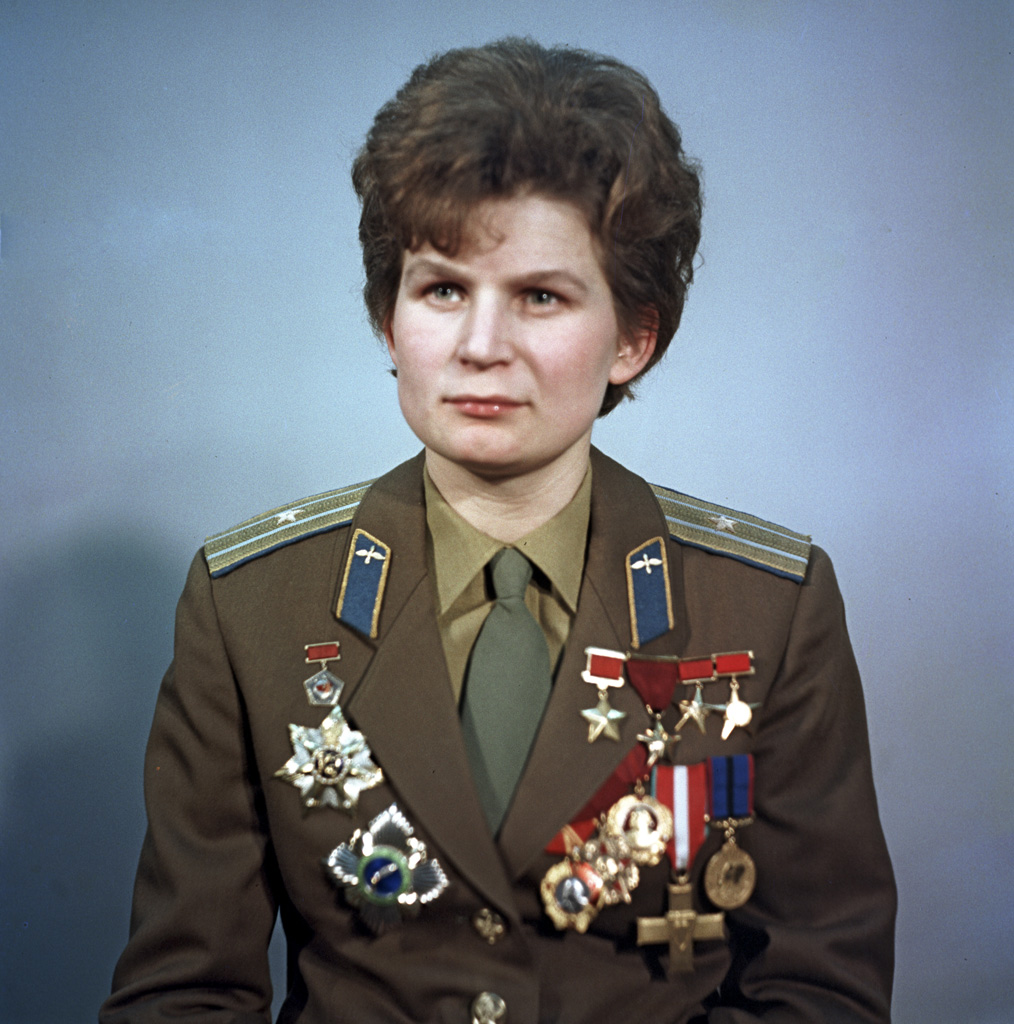
فالنتينا تيريشكوفا أول رائدة فضاء في العالم عام 1969.

بحلول عام 2012، أصبحت الصين هي ثالث دولة ترسل امرأة إلى الفضاء مع برنامج فضائي خاص بها، بعد الاتحاد السوفيتي/روسيا والولايات المتحدة، بعد 49 عامًا من بعثة فالنتينا تيريشكوفا أول رائدة فضاء في العالم.

## التاريخ
بعد نجاح رحلة شنتشو 5 في أكتوبر 2003، أعلنت الصين عن خطتها لإرسال أول امراة صينية إلى الفضاء. صرحت جو شيو ليان رئيسة الاتحاد النسائي لعموم الصين (ACWF)، عن أهمية تدريب النساء أيضا على البعثات الفضائية بعد رحلة الفضاء التجريبة.
تم وضع معايير واضحة لاختيار النساء مثل هل تزوجت؟ هل لديها أطفال؟ هل لديها مشاكل صحية؟

قيل فيما بعد أن المعايير المتعلقة بالزواج وإنجاب أطفال قد تم اسقاطها.
في 16 يونيو 2012، أصبحت ليو يانغ هي أول رائدة فضاء صينية تسافر للفضاء على متن بعثة شنتشو 9 مع رائدين أخرين لمحطة الفضاء الصينية تيانقونغ-1. تم إطلاق البعثة في الساعة 6:36 مساءا (12:37) بتوقيت جريننش من مركز جيوغوان لإطلاق الأقمار الصناعية على حافة صحراء جوبي. تم اختيار الذكرى التاسعة والأربعين من انطلاق بعثة فوستوك 6 -أول بعثة فضائية لإمراة في الفضاء لفالنتينا تيريشكوفا- لإرسال أول امراة صينية إلى الفضاء.
في 16 يونيو من عام 2013، أي الذكرى السنوية الخمسين لإطلاق فوستوك 6، تم إرسال امرأتين إلى الفضاء، إحداهما صينية -وانغ يابينغ- لتكون هي المرأة الصينية الثانية التي سافرت للفضاء إلى محطة الفضاء الصينية تيانقونغ-1 مع طاقم مكون من ثلاث رواد فضاء في بعثة شنتشو 10. وكارين نبرغ مع طاقم مكون من 6 رجال في بعثة إكسبيديشن 36 المرسلة إلى محطة الفضاء الدولية. تم انطلاق البعثة في 11 يونيو 2013.

## قائمة برائدات الفضاء الصينيات حسب المهمة
"هذه قائمة برائدات الفضاء الصينيات اللاتي سافرن إلى الفضاء حسب المهمة والبرنامج الفضائي":
| الاسم               | المهمة   | التاريخ | ملاحظات                                  |
| ------------------- | -------- | ------- | ---------------------------------------- |
| ليو يانغ            | شنتشو 9  | 2012    | أول إمراة صينية تذهب للفضاء              |
| الكابتن وانغ يابينغ | شنتشو 10 | 2013    | المرأة الصينية الثانية التي سافرت للفضاء |

## قائمة برائدات الفضاء الصينيات
"هذه قائمة برائدات الفضاء الصينيات اللاتي سافرن إلى الفضاء":
| الاسم               | تاريخ الميلاد            | المهمات         | ملاحظات |
| ------------------- | ------------------------ | --------------- | ------- |
| ليو يانغ            | 6 أكتوبر 1978            | شنتشو 9 (2012)  | [ 8 ]   |
| الكابتن وانغ يابينغ | أبريل 1978 أو يناير 1980 | شنتشو 10 (2013) | [ 8 ]   |

## الأوائل والأرقام القياسية
| أول                                 | التاريخ       | البعثة  | الاسم    | الملاحظات                                           |
| ----------------------------------- | ------------- | ------- | -------- | --------------------------------------------------- |
| أول إمراة صينية تسافر الفضاء        | 16 يونيو 2012 | شنتشو 9 | ليو يانغ | [ 10 ]                                              |
| أول إمراة صينية تدور حول الأرض      | 16 يونيو 2012 | شنتشو 9 | ليو يانغ | [ 11 ]                                              |
| أول إمراة صينية تصل إلى محطة فضائية | 18 يونيو 2012 | شنتشو 9 | ليو يانغ | سافرت ليو يانغ إلى محطة الفضاء الصينية تيانقونغ-1 . |
| أول إمراة صينية تسير في الفضاء      | لم يحدث       | لم يحدث | لا يوجد  |                                                     |
| أول إمراة صينية تترأس مهمة فضائية   | لم يحدث       | لم يحدث | لا يوجد  |                                                     |
| أول إمراة صينية تذهب في مهمتين      | لم يحدث       | لم يحدث | لا يوجد  |                                                     |

| اللقب                                      | البيانات        | رائد الفضاء         | الملاحظات              |
| ------------------------------------------ | --------------- | ------------------- | ---------------------- |
| المدة الأطول في الفضاء (في بعثة واحدة)     | 15 يوم شنتشو 10 | الكابتن وانغ يابينغ |                        |
| المدة الأطول في الفضاء (إجمالي البعثات)    | 15 يوم شنتشو 10 | الكابتن وانغ يابينغ |                        |
| أقصر مدة في الفضاء (بعثة واحدة)            | 13 يوم شنتشو 9  | ليو يانغ            | لم تقم إلا ببعثة واحدة |
| أقصر مدة في الفضاء (إجمالي البعثات)        | 13 يوم شنتشو 9  | ليو يانغ            | لم تقم إلا ببعثة واحدة |
| أطول فترة للسير في الفضاء (بعثة واحدة)     | لم يحدث         | لا توجد             |                        |
| أطول فترة للسير في الفضاء (إجمالي البعثات) | لم يحدث         | لا توجد             |                        |
| أقصر فترة للسير في الفضاء (بعثة واحدة)     | لم يحدث         | لا توجد             | لم يحدث                |
| أقصر فترة للسير في الفضاء (إجمالي البعثات) | لم يحدث         | لا توجد             | لم يحدث                |